# Meiningen
Meiningen er en by i den tyske delstat, fristaten Thüringen. Meiningen er hovedstaden af distriktet Schmalkalden-Meiningen. Her bor ca. 21 500 mennesker, og byen har en udstrækning på ca. 60 km².
Byen er kendt af hans berømte teater og et anlæg til damplokomotiver. Økonomien dominerer den højteknologiske, elektrisk udstyr, fremstilling og turisme. Meiningen er en del af Franken region.

## Historie
Meiningen blev første gang officielt nævnt i 982, og 1153 blev en by. Indtil 1542 byen tilhørte bispedømmet af Würzburg. Fra 1680 til 1920 Meiningen var hovedstad i hertugdømmet Sachsen-Meiningen. Den hertug ledet af George II fra 1874 til 1890 en større reform af det europæiske teater direktør. Den Meininger Teater Ensemble foretog mange koncertrejser gennem Europa, herunder London, Moskva, Wien og København.

## Seværdigheder
- Slot Elisabethenburg, bygget i 1682-1692.
- Teatermuseet, åbnet i 1999.
- Evangeliske kirke, Bygget til 1003.
- Slot Landsberg, bugget i 1836-1840.
- Engelsk Park, oprettet i 1792 af hertug Georg I.

## Kendte personer
- Adelaide af Sachsen-Meiningen (1792–1842), britisk dronning